# 斯莫利希夫卡
51°40′32″N 30°45′10″E / 51.67556°N 30.75278°E
斯莫利希夫卡（烏克蘭語：Смолигівка）是烏克蘭北部切爾尼希夫州切爾尼希夫區的村莊。該村始建於1826年，面積0.58平方公里，海拔高度147米，2001年人口120，人口密度每平方公里206.9人。